# Hôtel Le Crystal
 (février 2022).
Si vous disposez d'ouvrages ou d'articles de référence ou si vous connaissez des sites web de qualité traitant du thème abordé ici, merci de compléter l'article en donnant les références utiles à sa vérifiabilité et en les liant à la section « Notes et références ».
|                  |  |  |
| Hôtel Le Crystal |  |  |

L'Hôtel Le Crystal est une partie d'un édifice de Montréal de 28 étages. Ouvert au printemps 2008, il est situé au 1100, rue de la Montagne dans le complexe détenu en copropriété "Le Crystal de la Montagne".  L'hôtel occupe les étages 4 à 11 bien que les étages du lobby (pour la réception) et du 12e (pour la piscine et le bain tourbillon) soient utilisés par tous le occupants du bâtiment (résident, copropriétaires et clients).
Seul projet à Montréal ayant dans un seul édifice, des copropriétaires résidentiels (52 condos), des copropriétaires hôteliers (131 suites) et des entités commerciales dont Hôtel Le Crystal, La Coupole et Amerispa. Cette structure requiert l'existence de trois syndicats de copropriétés qui cohabitent. Il s'agit du deuxième hôtel à Montréal dont les chambres sont détenues par des copropriétaires – le premier étant Le Saint-Sulpice situé au cœur du Vieux-Montréal qui lui cependant ne compte qu'un seul type de copropriétaires et donc un seul syndicat.
Installé angle Nord-Ouest rue de la Montagne et du boulevard René-Lévesque, cet édifice est la première tour d'habitation située directement dans le centre-ville de Montréal, à deux minutes des plus hauts gratte-ciel de la ville.